# Renzo Saravia
Renzo Saravia (Villa de María, 16 de junio de 1993) es un futbolista argentino. Juega de lateral derecho y actualmente se encuentra en Atlético Mineiro de la Serie A de Brasil. Fue internacional con la Selección Argentina.

## Trayectoria

### Belgrano
Se inició desde los 13 años en el club Las Palmas, donde jugó hasta los 17 para luego pasar a Belgrano que lo adquirió por su buen rendimiento en Liga Cordobesa. En el equipo Pirata jugó en la cuarta de inferiores de AFA y posteriormente en el equipo de Reserva, hasta que a principios de 2013 es convocado a la pretemporada del plantel superior y firma contrato profesional que lo vincula al club hasta mediados de 2016. 
Hizo su presentación como futbolista profesional el 13 de febrero de 2013 cuando Belgrano se enfrentaba a Talleres en los veinticuatroavos de final de la Copa Argentina. Jugó la totalidad del partido como titular en el lateral derecho de la defensa. Mientras que en Primera División hizo su debut el 4 de mayo de 2013 ante Unión en Santa Fe por la fecha número 12 del Torneo Final.
Se consolidó como titular en el Campeonato 2015 en el cual Belgrano terminó en la sexta posición y Renzo solo faltaría en cuatro cotejos de treinta.
En el campeonato siguiente, de dieciséis fechas, se lesionó en el primer partido lo que hace bajar su participación en el once titular.

### Racing Club
En julio de 2017 pasó a préstamo a Racing Club de Avellaneda por una suma cercana a los 150.000 dólares por 1 año y con una opción de compra por 1 000 000 de dólares por el 50% del pase. En junio de 2018 puso la firma por 4 años más con Racing, por el 50% de su cláusula perteneciente a Belgrano en 1 000 000 de dólares.

### FC Porto
Después de dos grandes campañas en Racing Club, donde salió campeón con la institución, pasó al gigante portugués a cambio de 5 500 000 dólares por la totalidad de su ficha.

### Internacional
Sin apenas protagonismo en el Porto, el 29 de febrero de 2020 fue cedido al S. C. Internacional hasta final de año.

### Botafogo
Una vez terminada su cesión con S. C. Internacional, regresa al FC Porto donde se le comunica que no va a ser tenido en cuenta. Por lo tanto en febrero del 2022 firma su rescisión con el conjunto portugués y firma contrato con el club Botafogo para disputar la temporada 2022.

### Atlético Mineiro
El 2 de febrero de 2023, Atlético Mineiro anunció el fichaje de Saraiva con posibilidad de extensión. 

## Selección nacional
Saravia recibió su primera convocatoria a la selección argentina en septiembre de 2018 para disputar los encuentros de ese mes ante Guatemala y Colombia, realizando su debut ante el conjunto centroamericano. Posteriormente fue citado para las giras de octubre (contra Irak y Brasil) y noviembre (contra México), logrando destacarse particularmente en el clásico ante la canarinha, donde fue capaz de detener al veloz Neymar, la estrella del plantel verdeamarelo. Luego recibió una nueva citación en marzo de 2019 para la doble fecha FIFA frente a Venezuela y Marruecos. El 15 de mayo de 2019 su nombre apareció en la lista de 40 preconvocados a disputar la Copa América 2019 con Argentina, confirmándose su presencia en la delegación el 21 de mayo.

### Participaciones en Copa América
| Torneo            | Sede   | Resultado    | Partidos | Goles |
| ----------------- | ------ | ------------ | -------- | ----- |
| Copa América 2019 | Brasil | Tercer lugar | 2        | 0     |

## Clubes
| Club                   | País      | Año       |
| ---------------------- | --------- | --------- |
| Belgrano               | Argentina | 2012-2017 |
| Racing Club            | Argentina | 2017-2019 |
| Porto                  | Portugal  | 2019-2020 |
| Internacional (cedido) | Brasil    | 2020-2021 |
| Botafogo               | Brasil    | 2022-2023 |
| Atlético Mineiro       | Brasil    | 2023      |

## Palmarés

### Campeonatos regionales
| Título             | Club             | Estado       | Año  |
| ------------------ | ---------------- | ------------ | ---- |
| Campeonato Mineiro | Atlético Mineiro | Minas Gerais | 2023 |
| Campeonato Mineiro | Atlético Mineiro | Minas Gerais | 2024 |

### Campeonatos nacionales
| Título           | Club        | País      | Año     |
| ---------------- | ----------- | --------- | ------- |
| Primera División | Racing Club | Argentina | 2018-19 |